# 內格拉角

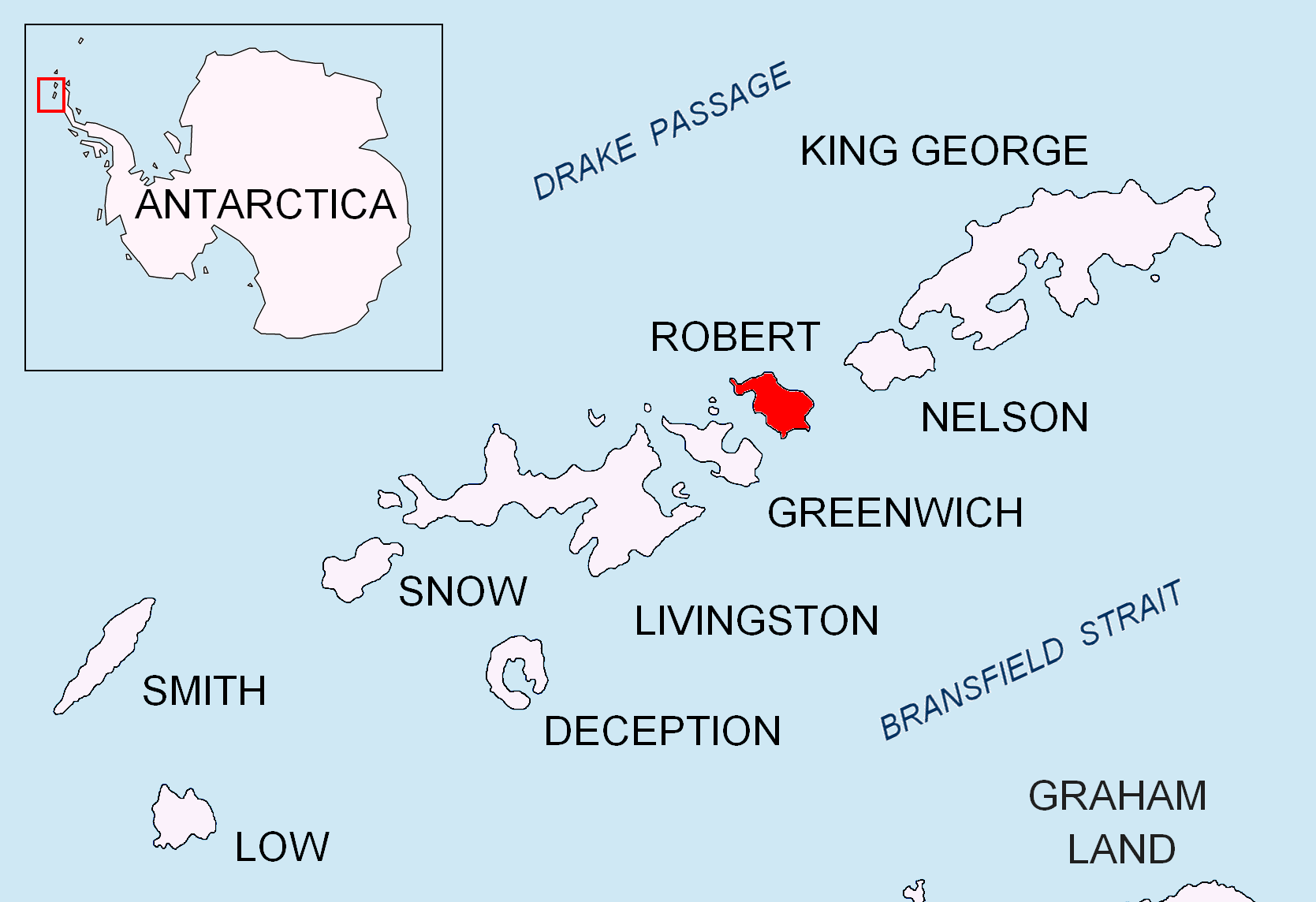

內格拉角（英語：Negra Point）是南極洲的海岬，位於南設得蘭群島中羅伯特島西南岸，處於貝隆角西北面4.5公里、德貝利亞諾夫角東南面2.8公里和愛德華茲角西北面8.84公里。

## 外部連結
- SCAR Composite Antarctic Gazetteer（页面存档备份，存于）.